# Bolbitis taylorii
Bolbitis taylorii là một loài thực vật có mạch trong họ Lomariopsidaceae. Loài này được (F.M. Bailey) Ching mô tả khoa học đầu tiên.